# Tetanorhynchus modestus
Tetanorhynchus modestus är en insektsart som först beskrevs av Piza Jr. och Wiendl 1969.  Tetanorhynchus modestus ingår i släktet Tetanorhynchus och familjen Proscopiidae. Inga underarter finns listade i Catalogue of Life.